# دينيس ريسيندي
دينيس ريسيندي هو لاعب كرة قدم برتغالي في مركز الدفاع، ولد في 15 أبريل 1967 في Paços de Brandão ‏ في البرتغال. لعب مع أكاديميكا كويمبرا ونادي بيرا مار ونادي جل فيسنتي.

## وصلات خارجية
- دينيس ريسيندي على موقع قاعدة بيانات كرة القدم.إي يو (الإنجليزية)